# Cantón de Valenciennes-Norte
El cantón de Valenciennes-Norte era una división administrativa francesa, que estaba situada en el departamento de Norte y la región de Norte-Paso de Calais.

## Composición
El cantón estaba formado por cuatro comunas, más una fracción de la comuna que le daba su nombre:
- Aubry-du-Hainaut
- Bellaing
- Petite-Forêt
- Valenciennes (fracción)
- Wallers

## Supresión del cantón de Valenciennes-Norte
En aplicación del Decreto n.º 2014-167 de 17 de febrero de 2014, el cantón de Valenciennes-Norte fue suprimido el 22 de marzo de 2015 y sus 5 comunas pasaron a formar parte; tres del nuevo cantón de Aulnoy-lez-Valenciennes, una del nuevo cantón de Saint-Amand-les-Eaux y una del nuevo cantón de Valenciennes.